# 峯島正行
峯島 正行（みねしま まさゆき、1925年12月7日 - 2016年11月18日）は、神奈川県出身の日本の編集者、評論家。

## 経歴
横浜市生まれ。1947年横浜専門学校（現在の神奈川大学）を卒業。1950年早稲田大学文学部社会学専攻を卒業して実業之日本社に入社。1959年『漫画サンデー』創刊に伴って同誌編集長に就任。漫画集団の漫画家たちと交友した。
1970年に『漫画サンデー』を退いて文芸書出版の拡充事業に携わり、1972年に『週刊小説』創刊を企画し、同誌編集長に就任。同誌の創刊ブレーンは五木寛之、生島治郎、尾崎秀樹、筒井康隆だった。『漫画サンデー』時代の縁で梶山季之、その紹介で柴田錬三郎、黒岩重吾の連載で創刊号を飾った。1980年、有楽出版社を創業、同社社長となる。2001年同社顧問に就任。
1992年『ナンセンスに賭ける』によって大衆文学研究賞を受ける。1993年同書によって日本漫画家協会特別賞を受ける。2010年『荒野も歩めば径になる ロマンの猟人・尾崎秀樹の世界』で大衆文学研究賞特別賞受賞。
日本漫画家協会会員。日本文芸家協会、日本ペンクラブ名誉会員。大衆文学研究会会員・顧問、幹事、神奈川支部長。

## 著書
- 『現代漫画の50年 漫画家プライバ史』青也書店 1970
- 『近藤日出造の世界』青蛙房 青蛙選書 1984
- 『ナンセンスに賭ける』青蛙房 1992
- 『評伝・SFの先駆者今日泊亜蘭 "韜晦して現さず"の生涯』青蛙房 2001
- 『さらば銀座文壇酒場』青蛙房 2005
- 『荒野も歩めば径になる ロマンの猟人・尾崎秀樹の世界』実業之日本社 2009
- 『回想 私の手塚治虫―『週刊漫画サンデー』初代編集長が明かす、大人向け手塚マンガの裏舞台』山川出版社、2016年

### 編纂
- 『The 筒井康隆』1-2　編 有楽出版社 実業之日本社　1981-82
- 杉浦幸雄『当世おんな風俗画集』編 青蛙房 青蛙選書 1988